# Edward James Ravenscroft

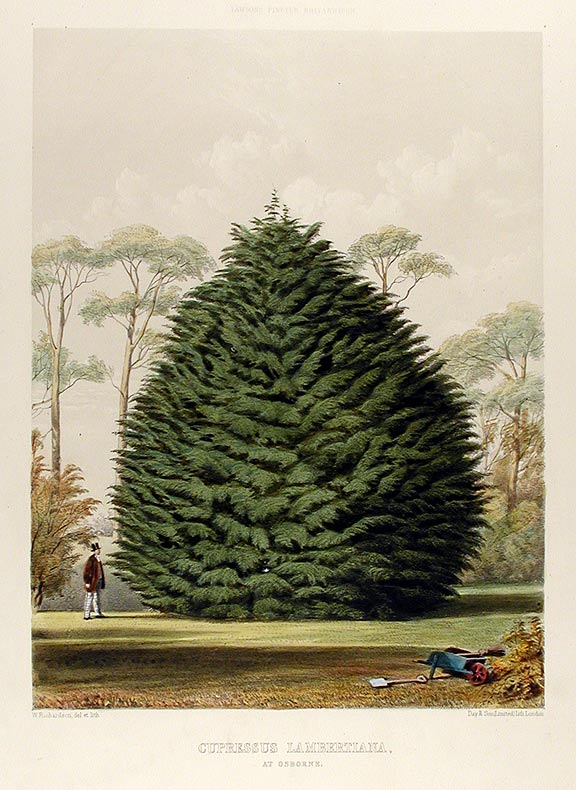
Cupressus lambertiana
The Pinetum Britannicum.

Edward James Ravenscroft (1816-1890) fue un botánico inglés , autor de The Pinetum Britannicum (1884), obra monumental en tres volúmenes, que describe árboles exóticos coníferas que eran cultivados en Bretaña en el s. XIX, cuando alcanzaron buena popularidad.
Es una obra ilustrada por litografías de William Richardson, coloreadas a mano de árboles mostrados en su hábitat nativo o en cultivo en jardines de Bretaña. The Pinetum Britannicum es señalado como una enseña en las publicaciones sobre coníferas, y tanto Napoleón III como la reina Victoria subscribieron su primera edición.

## Detalles de la publicación
Ravenscroft, Edward James (1816-1890). The Pinetum Britannicum, una cuenta descriptiva de árboles coníferas cultivadas en Gran Bretaña. Edinburgh & London: Ballantyne, Hanson & Co., para W. Blackwood & Sons, [1863]-1884. Planchas litográficas coloreadas a mano por William Richardson, James Black, R.K. Greville, y J. Wallace, litografías de A. Murray, Robert Black, Fr. Schenk, J. M'Nab y M.T. Masters, 4 álbumenes de fotografías por F. Mason, una plancha litografiada de mapas, y numerosas ilustraciones hueco-grabadas en el texto
- La abreviatura «Ravenscr.» se emplea para indicar a Edward James Ravenscroft como autoridad en la descripción y clasificación científica de los vegetales.[3]